# Цвінгенберг (Баден)
Цвінгенберг (Баден) (нім. Zwingenberg (Baden)) — громада в Німеччині, знаходиться в землі Баден-Вюртемберг. Підпорядковується адміністративному округу Карлсруе. Входить до складу району Неккар-Оденвальд.
Площа — 4,70 км2. Населення становить 677 ос. (станом на 31 грудня 2020).